# 티아마트 홈
티아마트 홈(Tiamat Sulcus)는 목성의 위성인 가니메데에 있는 지역으로 홈 모양의 밝은 지형이다. 길이는 1,330km이다.